# 北京爱情故事 (电影)
《北京爱情故事》（英語：Beijing Love Story）是一部2014年上映的中国大陆都市爱情片，由万达影视传媒有限公司和上海骋亚影视文化传媒有限公司出品，万达影视发行。影片由陈思诚编剧并执导，梁家辉、刘嘉玲、王学兵、余男、王庆祥、斯琴高娃、陈思诚、佟丽娅、刘昊然、欧阳娜娜领衔主演，片名虽取自2012年热播的同名电视剧《北京爱情故事》，且同由陈思诚编剧、执导，但两者在情节和人物上毫无关联。
作为导演陈思诚执导的首部电影，本片于2013年5月21日在北京开机，同年7月中旬转战希腊圣托里尼取景拍摄，7月26日杀青关机。本片原定于2014年2月14日情人节当天在中国大陆正式公映，后提前至2月13日下午2点上映。
片中两位主演陈思诚和佟丽娅在现实生活中亦是一对情侣，且二人正是因为电视剧版《北京爱情故事》相识相恋。在影片公映前夕的2014年1月16日，两人正式成婚。

## 剧情
全片由五个各自独立又相互关联的小故事组成，展现了人生五个年龄阶段的情感状态，包括少男少女的青涩初恋、青年男女的热恋、中年的婚姻危机和老年的相互依恋。

## 演員
| 演員     | 角色   |
| 陳思誠   | 陳鋒   |
| 佟麗婭   | 沈彦   |
| 梁家輝   | 劉輝   |
| 劉嘉玲   | 佳玲   |
| 王學兵   | 吳崢   |
| 余 男    | 張蕾   |
| 斯琴高娃 | 高霞   |
| 王慶祥   | 王大齊 |
| 金燕玲   | 薛艾佳 |
| 劉昊然   | 宋歌   |
| 歐陽娜娜 | 劉星陽 |
| 耿 樂    | 方洪江 |
| 郭京飛   | 馬亮   |

## 意義
陳思誠坦言，與電視劇裡突出北京的氣質相比，電影《北京愛情故事》更多的是在談愛情，並直言這是一部看後會讓女人更懂男人、讓男人更愛女人的電影，“很多時候男女之間的爭吵其實不是是非對錯的原則問題，只是因爲他不懂你而已。”除了内心的“北愛情結”，陳思誠也坦言開啟電影《北愛》是想要彌補電視劇創作中留下的遺憾。

## 票房
该片上映首日票房高达1.02亿元，创下2D华语电影在中国大陆的最高开画记录。首周四天票房为2.08亿元，位列该周票房榜冠军。至3月16日，累计票房为4.08亿元人民币。
| 上一届： 《大鬧天宮》 | 2014年中国内地一周票房冠军 第7周（2月10日—2月16日） | 下一届： 《霍比特人2：史矛革荒漠》 |

## 獎項
| 獎項                   | 類別                 | 名字                    | 結果 |
| ---------------------- | -------------------- | ----------------------- | ---- |
| 第21屆北京大學生電影節 | 最佳处女作奖         | 陈思诚 《北京爱情故事》 | 獲獎 |
| 第12届长春电影节       | 最佳青年导演处女作奖 | 陈思诚 《北京爱情故事》 | 獲獎 |
| 第6届澳门国际电影节    | 最佳影片             | 《北京爱情故事》        | 提名 |
| 第6届澳门国际电影节    | 最佳编剧             | 陈思诚                  | 提名 |
| 第6届澳门国际电影节    | 最佳导演             | 陈思诚                  | 提名 |
| 第6届澳门国际电影节    | 最佳女主角           | 佟丽娅                  | 提名 |
| 第6届澳门国际电影节    | 最佳男配角           | 王学兵                  | 提名 |
| 第6届澳门国际电影节    | 最佳女配角           | 余男                    | 提名 |
| 第6届澳门国际电影节    | 最佳摄影             | 宋晓飞                  | 提名 |

## 相关链接
- 北京爱情故事的新浪微博
- 《北京爱情故事》新浪专题（页面存档备份，存于）
- 《北京愛情故事（页面存档备份，存于）》在香港雅虎的電影頁面（繁體中文）
- 開眼電影網上《北京爱情故事》的資料（繁體中文）
- 香港影庫上《北京爱情故事》的資料（繁體中文）
- 时光网上《北京爱情故事》的資料（简体中文）
- 豆瓣电影上《北京爱情故事》的資料 （简体中文）
- 爛番茄上《北京爱情故事》的資料（英文）
- AllMovie上《北京爱情故事》的资料（英文）
- 互联网电影数据库（IMDb）上《北京爱情故事》的资料（英文）

| 新加坡 新傳媒8頻道 周六影院 星期六 22:30 - 00:30 | 新加坡 新傳媒8頻道 周六影院 星期六 22:30 - 00:30                    | 新加坡 新傳媒8頻道 周六影院 星期六 22:30 - 00:30 |
| ------------------------------------------------ | ------------------------------------------------------------------- | ------------------------------------------------ |
|                                                  | 北京爱情故事（华语版） （2020年12月26日）                           |                                                  |
| L风暴（华语版） （2020年12月19日）               | 赌城风云3（重播） （华语版） （2021年1月2日）叶问3 （2021年1月9日） |                                                  |